# 拉孙-安泰塞尔瓦
拉孙-安泰塞尔瓦（義大利語：Rasun-Anterselva），是意大利北部南蒂罗尔的一个市镇，位于其省会博尔扎诺的东北方约60公里处，在奥地利的边境上。ISTAT代码为021071。

## 地理
于2010年11月30日的人口总计为2,871人，人口密度23.7人/平方公里，总面积121.1平方公里。